# Ludvig Detlof Wistrand
Ludvig Detlof Wistrand, född 18 juni 1805 på Årby, Klosters socken, Södermanlands län, död 29 maj 1838 i Uppsala, var en svensk jurist, tecknare och målare.
Han var son till kammarrättsrådet Anders Wistrand och Christina Lovisa Grandinson samt bror till August Timoleon Wistrand och Alfred Hilarion Wistrand. Från 1837 var han gift med Matilda Lindman. Han blev student vid Uppsala universitet 1820, filosofie magister 1827, juris utriusque kandidat 1829 och var tillförordnad kämnärspreses i Uppsala 1830–1832 samt blev vice häradshövding 1834 och var tillförordnad länsbokhållare i Uppsala 1835–1837. Vid sidan av sina tjänster var han verksam som konstnär och utförde ett flertal porträttteckningar, litografier och pastellmålningar. Bland hans kända arbeten märks ett självporträtt och porträtten av Johan Tranér och Carl Zetterström.